# Шмагрин, Михаил Трифонович
Михаи́л Три́фонович Шма́грин (1908—1939) — старший лейтенант пограничных войск НКВД СССР, командир 1-й погранзаставы Карельского пограничного округа.

## Биография
Родился в деревне Ляпуново Балахнинского уезда (ныне Городецкий район Нижегородской области) крестьянской семье. После окончания сельской школы работал на нижегородском судостроительном заводе «Красное Сормово», на Балахнинском целлюлозно-бумажном комбинате.
В 1930 году был призван в пограничные войска РККА. В 1931 году был направлен в школу младшего начсостава пограничной и внутренней охраны ОГПУ, по окончании которой с отличием, служил там же командиром отделения. В 1931 году принят в члены ВКП(б).
В 1934 году окончил 3-ю пограничную школу имени Менжинского и получил назначение на должность помощника начальника 1-й погранзаставы 1-го пограничного отряда Карельского пограничного округа. В 1937 году назначен командиром 1-й погранзаставы.
27 декабря 1939 года на льду озера Топозера старший лейтенант М. Т. Шмагрин во главе пограничного наряда из 4-х человек (командир отделения — Константин Иглин, красноармейцы — Иван Бирюков, Василий Пчёлкин, Попков) принял бой с финской диверсионной группой и был смертельно ранен. Пограничный наряд остановил противника, а подоспевшая вторая группа преследования не дала диверсантам уйти за линию государственной границы. В этом бою погибли Шмагрин, Иглин и Бирюков.
За этот подвиг старший лейтенант Шмагрин Михаил Трифонович посмертно награждён орденом Красного Знамени.
Похоронен на территории погранзаставы. Могила М. Т. Шмагрина отнесена к объектам культурно-исторического наследия Республики Карелия.

## Память
- Указом Президиума Верховного Совета СССР от 26 сентября 1940 года имя М. Т. Шмагрина было присвоено пограничной заставе, которой он командовал. Ныне «Застава имени ст. лейтенанта Шмагрина М. Т.» входит в состав Пограничного управления ФСБ России по Республике Карелия[3].
- С 26 сентября 1940 года ежедневно, в 19.00, на боевом расчёте назначается в наряд по охране государственной границы старший лейтенант Шмагрин Михаил Трифонович.
- Именем М. Т. Шмагрина названа улица в посёлке Лоухи.
- На берегу Топозера, на месте гибели пограничного наряда, установлен гранитный обелиск с выбитыми на нём фамилиями погибших пограничников.
- Имя Шмагрина носит одна из новых улиц г. Городца Нижегородской области.

## Семья
- жена — София Андреевна (дев. Никонова)
- сын — Юрий Михайлович (1936 г.р.)
- дочь — Валентина Михайловна

## Династия
- Отец М. Т. Шмагрина — Трифон Михайлович Шмагринский — служил в 1891—1899 гг. на канонерской лодке береговой охраны III ранга «Снег».
- Сын М. Т. Шмагрина — Юрий Михайлович Шмагрин — служил в пограничных войсках СССР.
- Внук М. Т. Шмагрина — Михаил Юрьевич Шмагрин — офицер пограничных войск, с 1984 года по 1989 год служил на заставе имени М. Т. Шмагрина.
- Правнук М. Т. Шмагрина — Андрей Михайлович Шмагрин — офицер пограничных войск России[4].